# Dear Mr. Tomorrow
「Dear Mr. Tomorrow」（ディアー ミスター トゥモロー）は、秦基博の13枚目のシングル。

## 解説
- 全作詞作曲は秦基博。編曲は秦基博（#1,3）、島田昌典（#2）。
- 初回生産限定盤には、2012年に出演したライブの中から選定されたパフォーマンスを収録したDVD付。
- 対象店舗で購入すると「秦 基博 手書き歌詞＆コード譜入り特製アナザージャケット」を先着でプレゼントされる。

## 収録曲
1. Dear Mr. Tomorrow
  - テレビ東京系『ワールドビジネスサテライト』エンディングテーマ
  - 全ての楽器の演奏を秦自身で手掛けた。
2. 月に向かって打て
  - マイナビ2013 CMソング
3. you and me -5th anniversary- （Instrumental）
  - カップリングにInstrumental曲を収録するのは秦にとっては初の試みである。
4. Dear Mr. Tomorrow（backing track）

## 初回特典DVD収録内容
- 『HATA MOTOHIRO LIVE SELECTION 2012』

1. 「Over The Rainbow」from“A Night With Strings”at 日本武道館（2012.2.25）
2. 「エンドロール」from“GREEN MIND 2012”in 茨城（2012.5.26）
3. 「トレモロ降る夜」from“GREEN MIND 2012”in 岩手（2012.6.30 第19回世界遺産劇場・特別記念公演 -平泉-）
4. 「キミ、メグル、ボク」from“AUGUSTA CAMP 2012”in 横浜（2012.8.4）
5. 「Theme of GREEN MIND」from the backyard in 平泉（2012.6.29） -additional movie-